# Cosmos 213

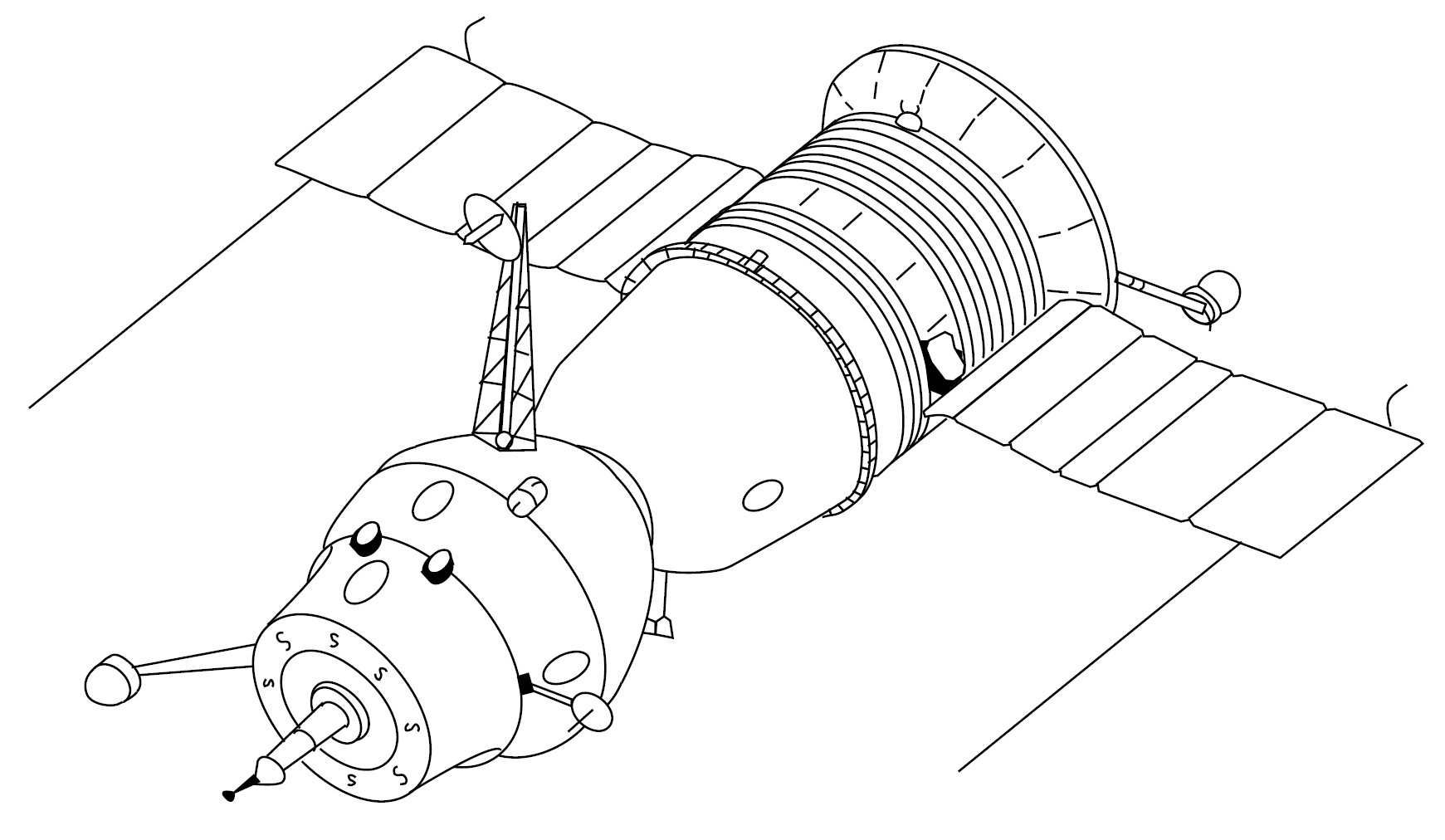
Diagrama de una nave Soyuz 7K-OK.

Cosmos 213 fue una misión no tripulado de una nave Soyuz 7K-OK lanzada el 15 de abril de 1968 desde el cosmódromo de Baikonur. Se acopló con la Soyuz de la misión Cosmos 212, también sin tripular, en el que fue el segundo acoplamiento automático de dos naves en el espacio y el primero en el que el acoplamiento fue total, incluyendo la interconexión de los sistemas eléctricos de ambas naves.
El lanzamiento de Cosmos 213 fue uno de los más precisos de la época, alcanzando órbita a sólo 5 km de Cosmos 212 y estando listas para el acoplamiento ya durante la primera órbita.
La Soyuz fue recuperada el 20 de abril de 1968, aunque tras aterrizar fue arrastrada varios kilómetros a través de la estepa debido a los fuertes vientos y a que su paracaídas no fue eyectado en el momento adecuado.